# Ronald Goedemondt
Ronald Goedemondt (Tegelen, 12 juni 1975) is een Nederlands cabaretier en acteur. 

## Biografie
Goedemondt heeft een Nederlandse vader en een Italiaanse moeder, afkomstig van Sicilië. Hij werd geboren in het Limburgse Tegelen en verhuisde toen hij vier jaar was naar Eindhoven. Al op de basisschool hield hij van op het podium staan. Zijn studie werktuigbouwkunde aan de hts verliet hij zonder diploma om uiteindelijk met succes heao-communicatie af te ronden.

## Stand-upcomedy
In 1999 begon hij met stand-upcomedy en maakte deel uit van Comedytrain. Na verhuisd te zijn naar Leiden won Goedemondt in 2003 zowel de jury- als publieksprijs van het cabaretfestival Cameretten.
In 2004 was de première van zijn eerste avondvullende programma Spek. In 2007/2008 ging hij het land door met zijn tweede voorstelling Ze bestaan echt. Dit theaterprogramma leverde hem een nominatie voor de Neerlands Hoop 2007 op, een cabaretprijs voor talentvolle theatermakers. De derde voorstelling van Goedemondt heette Dedication en speelde van 2008 tot en met 2009. In 2008 won hij alsnog de Neerlands Hoop.
In de door een groep cabaretiers onder leiding van Erik van Muiswinkel in 2010 gehouden oudejaarsconference Gedoog, hoop & liefde (uitgezonden door de VARA), verzorgde hij een persiflage van PVV-leider Geert Wilders.

## Overig
Goedemondt heeft behalve in het theater ook werk voor televisie, radio en film geleverd. Zo was hij ooit schrijver voor Dit was het nieuws en Spijkers met koppen. Vanaf 2013 was hij zes seizoenen te zien in het sketchprogramma Sluipschutters van BNN. Ook acteerde hij in de dramaserie Kerst met de Kuijpers. In 2022 sprak Goedemondt de stem in van SOX voor de Pixar-film Lightyear. Dat jaar was hij ook te gast in Nooit meer slapen.

## Theaterprogramma's
- 2004-2006: Spek
- 2007-2008: Ze bestaan echt
- 2008-2009: Dedication
- 2011-2012: Binnen de lijntjes
- 2013-2014: De R van Ronald
- 2015-2017: Geen sprake van
- 2020-2021: Numero Uno
- 2022-2024: Met knielende knikjes

## Discografie

### Dvd's
| Dvd's met hitnoteringen in de Nederlandse Music Top 30 | Datum van verschijnen | Datum van binnenkomst | Hoogste positie | Aantal weken | Opmerkingen |
| ------------------------------------------------------ | --------------------- | --------------------- | --------------- | ------------ | ----------- |
| Dedication                                             | 2011                  | 15-01-2011            | 3               | 20           |             |

## Prijzen
- Cameretten 2003
- Neerlands Hoop 2008
- Edison comedy 2009